# Rhicnogryllus viettei
Rhicnogryllus viettei är en insektsart som beskrevs av Lucien Chopard 1957. Rhicnogryllus viettei ingår i släktet Rhicnogryllus och familjen syrsor. Inga underarter finns listade i Catalogue of Life.